# جون بريثويت (صحفي)
جون بريثويت (بالإنجليزية: John Braithwaite) هو صحفي نيوزيلندي، ولد في 3 يناير 1885 في دنيدن في نيوزيلندا، وتوفي في 29 أكتوبر 1916 في روان في فرنسا بسبب إعدام رميا بالرصاص.